# Margus Tsahkna
Margus Tsahkna (sinh ngày 13 tháng 4 năm 1977) là chính trị gia người Estonia, cựu lãnh đạo Liên minh Pro Patria và Res Publica và cũng từng là Bộ trưởng Quốc phòng trong nội các của Jüri Ratas và Bộ trưởng Bảo trợ xã hội trong nội các thứ hai của Taavi Rõivas.

## Thời niên thiếu
Tsahkna sinh ra ở Tartu, Estonia. Sau khi tốt nghiệp trung học ở Tartu năm 1995, ông học thần học và luật tại Đại học Tartu từ năm 1996 đến năm 2002 và luật quốc tế tại Đại học Toronto từ năm 1999 đến năm 2000.

## Sự nghiệp chính trị
Năm 2000, ông gia nhập đảng "Pro Patria". Từ năm 2001 đến năm 2004, ông là Chủ tịch "Noor-Isamaa", tổ chức thanh niên của đảng. Từ năm 2001 đến năm 2003, ông là thành viên hội đồng thành phố Tartu. Từ năm 2003 đến năm 2006, ông là thư ký chính trị của đảng. Sau sự sáp nhập của các đảng "Pro Patria" và "Res Publica", để thành lập đảng "Pro Patria ja Res Publica Liit", ông là tổng thư ký từ năm 2007 đến năm 2010 và thư ký chính trị từ năm 2010 đến năm 2013. Năm 2013, ông nhậm chức trợ lý chủ tịch. Ông là nghị sĩ Quốc hội Estonia từ năm 2007, thành viên Ủy ban tài chính và Ủy ban xã hội của quốc hội. Ông cũng đóng vai trò là Chủ nhiệm Ủy ban xã hội của Quốc hội Estonia từ năm 2011 đến năm 2014.
Trong cuộc bầu cử quốc hội Estonia năm 2015, Tsahkna tái đắc cử vào Quốc hội với 2.267 phiếu bầu cá nhân. Ông được chọn làm Chủ tịch Liên minh Pro Patria và Res Publica vào ngày 6 tháng 6 năm 2015.
Tháng 4 năm 2017, Tsahkna tuyên bố rằng ông sẽ không tìm cách tái tranh cử chức vụ chủ tịch đảng. Helir-Valdor Seeder thay ông ở cương vị này vào ngày 13 tháng 5 năm 2017. Tsahkna rời khỏi đảng vào ngày 26 tháng 6 năm 2017.

## Đời sống cá nhân
Tsahkna nói tiếng Estonia, tiếng Anh và tiếng Nga. Ông đã kết hôn và có ba con.